# European Composers’ Forum
Das European Composers’ Forum (ECF) ist der europäische Dachverband der nationalen Komponistenverbände. 

## Geschichte
Ein erster Beschluss zur Gründung wurde auf dem Europäischen Komponistenkongress in Wien 2006 gefasst. Auf Initiative der British Academy of Songwriters, Composers and Authors und des Österreichischen Komponistenbundes wurde die Organisation im gleichen Jahr in Brüssel gegründet. Gemeinsam mit der European Composer and Songwriter Alliance unterzeichnete das Forum auf dem ArtMusFair-Kongress in Glasgow 2009 die Deklaration zur Zukunft zeitgenössischen Musikschaffens in Europa. Darin setzen sie sich für die Förderung und Verbreitung Neuer Musik ein. Gewählter Präsident wurde 2006 der Österreicher Klaus Ager (bis 2014). Vizepräsidenten sind Konrad Boehmer (Niederlande) und Helmut W. Erdmann (Deutschland). Zum Generalsekretär wurde im Jahr 2011 Fritz Niemann (Deutschland) bestellt, der sein Amt bis zu seinem Rücktritt im Januar 2014 ausübte. Zu den Mitgliedern gehören 29 europäische Verbände (u. a. Österreichischer Komponistenbund, Deutscher Komponistenverband und Schweizerischer Tonkünstlerverein).